# Philip Martin Brown
| Philip Martin Brown                       | Philip Martin Brown                                        |
| Kattints az alábbi külső linkek egyikére! | Kattints az alábbi külső linkek egyikére!                  |
| ----------------------------------------- | ---------------------------------------------------------- |
| Nem található szabad kép.(?)              |                                                            |
| külső link · jogvédett                    | Grantly Budgen szerepében a „Waterloo Road” tévésorozatban |

Philip Martin Brown (Manchester, 1956. július 9.) angol film- és televíziós színész

## Élete

### Színészi pályája
Manchesterben született 1956-ban, szülei Ronald és Doris Brown voltak. Első televíziós sorozat-szerepét 1978-ban kapta, az A Horseman Riding By c. kalandfilmben.
A hetvenes évek végétől rendszeresen szerepelt brit tévéfilmekben és sorozatokban, szerepeinek zömét itt játszotta, és megjelent néhány nevezetes mozifilmben is, így Richard Marquand rendező 1981-ben Tű a szénakazalban c. háborús kalandfilmjében. Brit bűnügyi és drámasorozatokban szerzett ismertséget, rendszeresen megjelent kisebb-nagyobb szerepekben, így 1983-ban a The Professionals kémfilm-sorozatban.
John Adams lázadó tengerészt formálta meg Roger Donaldson rendező 1984-es Lázadás a Bountyn című angol–amerikai-új-zélandi koprodukciós kalandfilmjében, Anthony Hopkins, Mel Gibson, Daniel Day-Lewis és Liam Neeson mellett.
1992-ben Az ifjú Indiana Jones kalandjaiban német őrt, 1995-ben a Sharpe sorozatban Saunders ügynököt alakította. 1999-ben kis szerepet kapott Az Álomvölgy legendája c. misztikus horrorfilmben, a főszereplő Johnny Depp társaságában.
1993-2006 között a The Bill  című, a rendőrségen belüli konfliktusokról szóló akciósorozat 11 epizódjában, több különböző szerepben (Seth Mercer, Colin Greenstead, Jack Thompson stb.) Más drámai- és krimisorozatokban is játszott többszörös szerepet, így a Heartbeat c. krimivígjáték-sorozatban (1993-ban és 2007-ben), a Kisvárosi gyilkosságok bűnügyi sorozat két epizódjában (2004-ben és 2008-ban).
Sikert aratott 2002-2003 között a Baleseti sebészet című kórházi sorozatban, ahol 17 epizódon át játszotta Eddie Vincent szerepét. Ezután kapta legjelentősebb sorozatszerepét: 2006–2013 között állandó főszereplője lett a BBC One tévécsatorna (2006–tól napjainkig folytatódó) drámasorozata, az iskolai környezetben játszódó Waterloo Road első kilenc évadában, mint Grantly Budgen, az angol nyelv és irodalom tanára. Ő volt a sorozat legtöbbet foglalkoztatott szereplője, összesen 159 epizódban játszott.
2003-ban detektívfelügyelőt játszott a Titkok kertjei (Rosemary & Thyme) misztikus sorozat első epizódjaiban. 2011-ben játszott a Suszter, szabó, baka, kém c. kémfilmben. 2015 januárjában a Coronation Street sorozat 10 epizódjában alakított két különböző szerepet, orvost és rendőrfelügyelőt, a 2017-es A legsötétebb óra világháborús történelmi filmben brit képviselőt.
2005–2021 között a Doktorok című sorozat visszatérő szereplője volt, az egyes évadokban más és más, összesen hatféle karaktert alakítva. 2017-2019 között szerepelt a CBBC tévécsatorna által készített Botcsinálta boszi sorozatban, ő volt Algernon Rowan-Webb varázsló-tanár.

### Magánélete
Elizabeth „Pip” Brownnal él házasságban (feleségének leánykori neve nem ismert). Két közös gyermekük született.

## Főbb filmszerepei
- 1978 A Horseman Riding By; tévésorozat; Sam Potter
- 1979: Crown Court; tévésorozat; Bernard Caplan
- 1980: Enemy at the Door; tévésorozat; Hoskins közkatona
- 1980: Bull Week; tévé-minisorozat; Eddie Kowal
- 1981: Tű a szénakazalban (Eye of the Needle); Billy Parkin
- 1983: The Professionals; tévésorozat; Mr. Cook
- 1984: Lázadás a Bountyn (Bounty); John Adams
- 1986: Bluebell; tévésorozat; Sam Smith
- 1990: Die Kinder; tévésorozat; Norris
- 1991: EastEnders; tévésorozat; egy epizódban; Jimmy Buckwell őrmester
- 1991: The Sharp End; tévé-minisorozat; 8 epizódban; Andy Barras
- 1992: Az ifjú Indiana Jones kalandjai (The Young Indiana Jones Chronicles); tévésorozat; egy epizódban, német őr
- 1994: Murder Most Horrid; tévésorozat; Psycho
- 1996: Pie in the Sky; tévésorozat; Chief Inspector Kendon
- 1997: Sharpe; tévésorozat; Sharpe igazsága; Saunders
- 1997: Screen One; tévésorozat; Ellenséges vizeken c. epizód; Cook
- 1999: Az Álmosvölgy legendája (Sleepy Hollow); első rendőrbiztos
- 1998−2000: City Central; tévésorozat; 29 epizódban; Dobson őrmester
- 2002: Cutting It, tévésorozat; Smedley
- 2002-2003: Baleseti sebészet (Casualty); tévésorozat; 17 epizódban; Eddie Vincent
- 2003: Titkok kertjei (Rosemary & Thyme); tévésorozat; egy epizódban; Trelawney rendőrfelügyelő
- 2004: Murder in Suburbia; Tim Gregson
- 2004: Murphy törvénye (Murphy’s Law); tévésorozat; egy epizódban; John Franklin
- 2004: Foyle háborúja (Foyle’s War); tévésorozat; egy epizódban; Andrew Neame
- 2005: Két lábbal a földön (Down to Earth); Trevor, a fényképész
- 2006: Adunk a kultúrának (Irish Jam); Danny
- 1993-2006 The Bill; tévésorozat, 11 epizódban, több szerepben
- 1993–2007: Heartbeat, tévésorozat; két epizódban; Frank Jackson / Jack Scarman
- 2004−2008: Kisvárosi gyilkosságok (Midsomer Murders); két epizódban; George Barkham / John Whittle
- 2011: Suszter, szabó, baka, kém (Tinker Tailor Soldier Spy); Tufty Thesinger
- 2012: Tezz; Alan rendőrfőnök
- 2012: Strawberry Fields; Bob
- 2006–2013: Waterloo Road; tévésorozat; 159 epizódban; Grantly Budgen
- 2013: Death Comes to Pemberley; tévé-minisorozat; 1. évad; Mr. Bidwell
- 2014: Oxfordi gyilkosságok (Endeavour); tévésorozat; egy epizódban; Bernard Yelland
- 2005–2015: Coronation Street; tévésorozat; 10 epizódban, több szerepben
- 2015: Vera – A megszállott nyomozó (Vera); tévésorozat; Stan Convile
- 2017: A legsötétebb óra (Darkest Hour); Sawyers
- 2018: Holby Városi Kórház (Holby City); tévésorozat; Richard Nash
- 2018: Peterloo; egy dühös polgár
- 2017–2019: Botcsinálta boszi (The Worst Witch); tévésorozat; 33 epizódban; Mr. Rowan Webb
- 2005–2021: Doktorok (Doctors), tévésorozat; 12 epizódban; Marvin Bulis / Greg Milne / Eddie Coulter / …

## További információ
- Philip Martin Brown a PORT.hu-n (magyarul)
- Philip Martin Brown az Internetes Szinkronadatbázisban (magyarul)
- Philip Martin Brown az Internet Movie Database-ben (angolul)
- Philip Martin Brown a Rotten Tomatoeson (angolul)
- Philip Martin Brown. Filmkatalógus.hu (magyarul)
- Philip Martin Brown az AlloCiné weboldalán (franciául)
- Philip Martin Brown. famousfix.com. (Hozzáférés: 2023. január 18.)